# Försterei Holzurburg

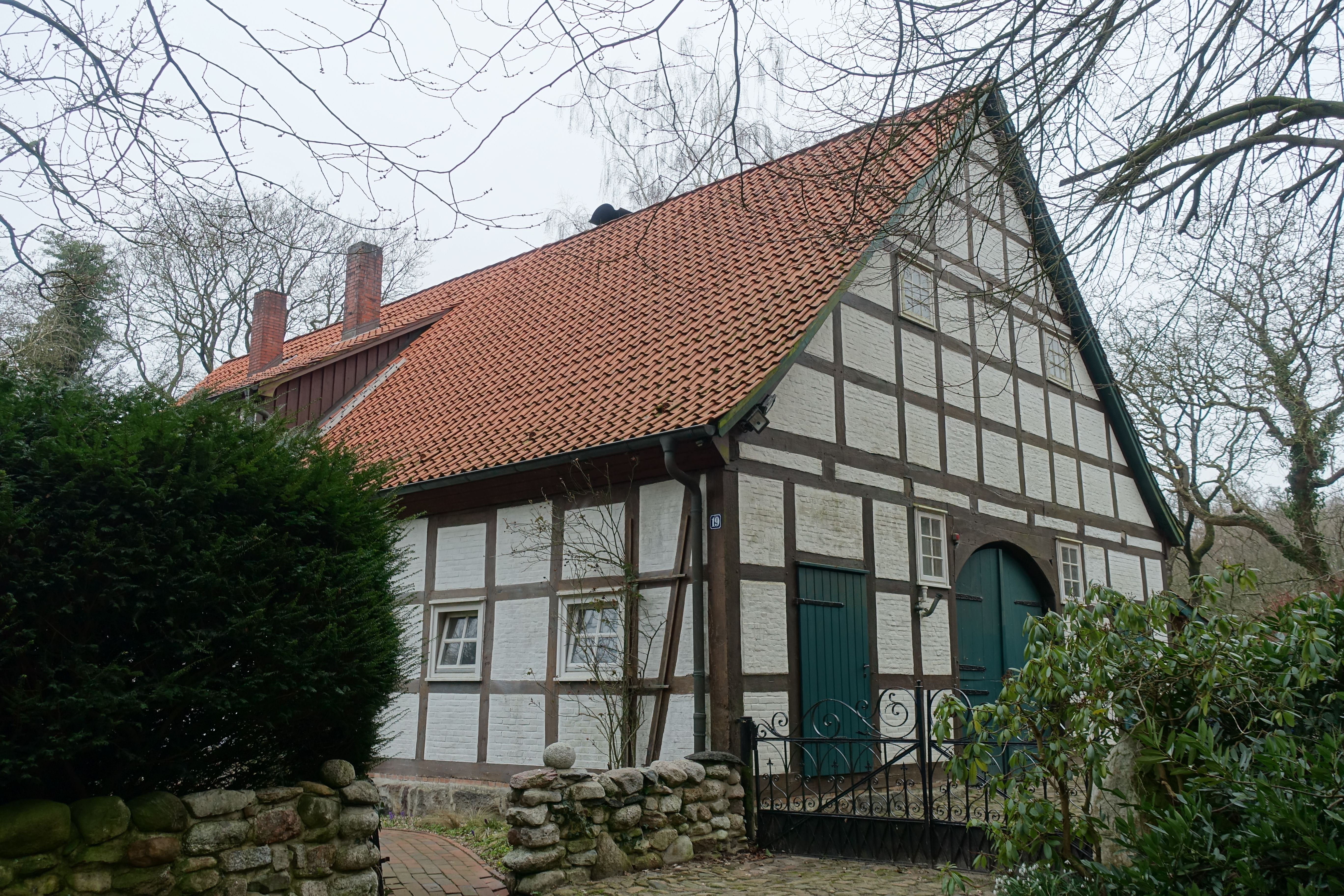
Süd- und Ostfassade (2023)

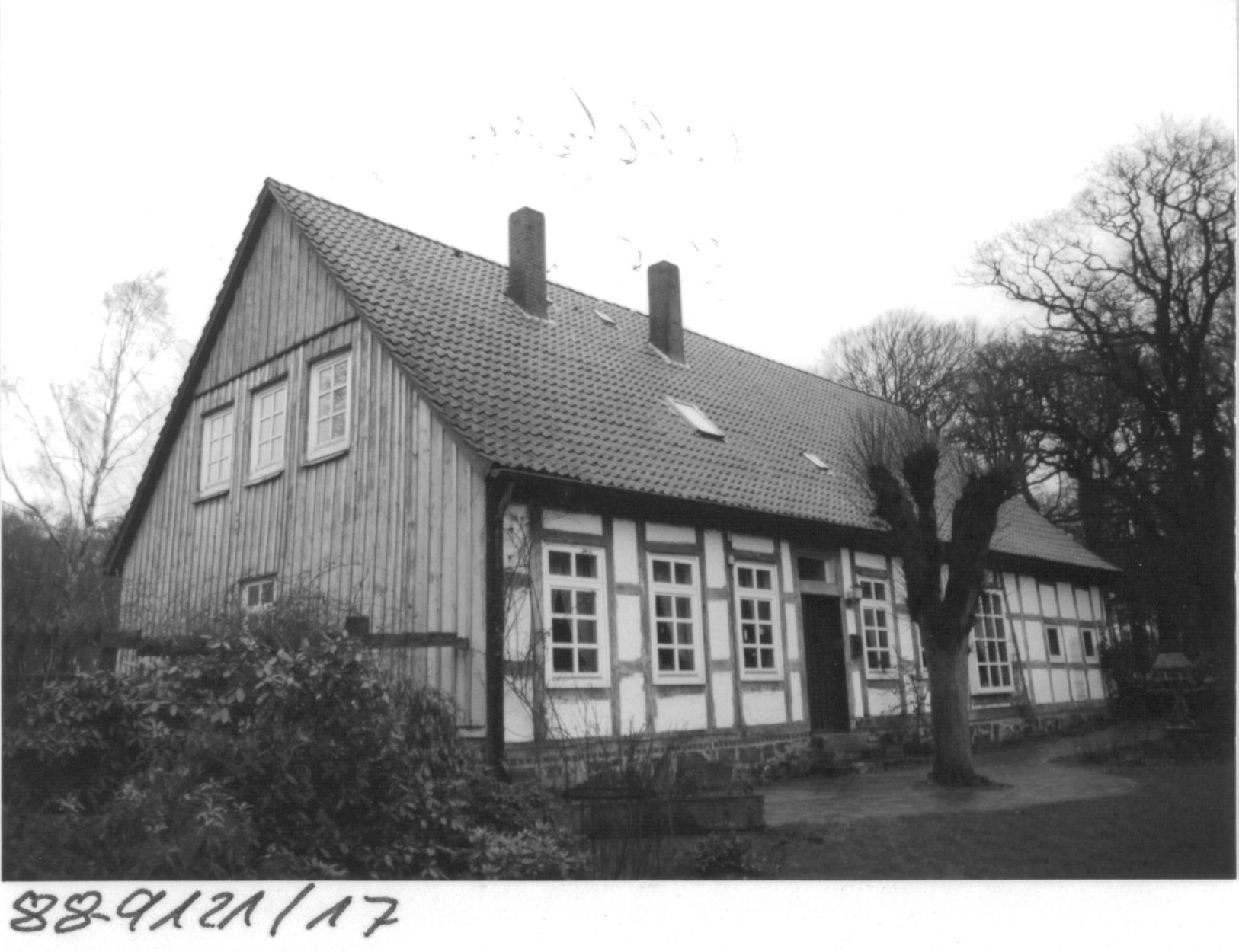
West- und Südfassade (1988)

Die ehemalige Försterei Holzurburg, Holzurburger Straße 19, in der niedersächsischen Gemeinde Geestland, Ortsteil Bad Bederkesa, im Landkreis Cuxhaven, stammt aus der ersten Hälfte des 19. Jahrhunderts.
Aktuell (2024) wird es wohl als Wohnhaus genutzt.
Das Gebäude steht unter Denkmalschutz (siehe auch Liste der Baudenkmale in Geestland).

## Geschichte
Der um 1900 geprägte Name Holzurburg bezieht sich auf eine frühgeschichtliche Wallanlage (Holzurburg am Bederkesaer See). Das ehemalige Forsthaus des Revierförsters steht nördlich der Straße am südwestlichen Waldrand.
Das eingeschossige traufständige zurückgesetzte Gebäude auf Backsteinsockel über einem Feldsteinfundament, in Fachwerk mit weiß gestrichenen Steinausfachungen, verbrettertem Westgiebel, Satteldach, Groote Door mit Korbbogen im Giebel und südlichem traufseitigen Haupteingang, wurde um 1832 gebaut. Über dem Dielentor steht die Jahreszahl 1893.
Die Niedersächsischen Landesforsten verkauften 2022/23 das alte Förstereigehöft, bestehend aus dem Wohnhaus mit sechs Zimmern und 189 m² Wohnfläche sowie einem kleinen Nebengebäude in Fachwerk.
Das Landesdenkmalamt befand u. a.: „… Für die Fachwerkkonstruktion sind Teile des ehemaligen Amtsschreiberhauses von Nordholz verwendet worden.“